# Zombie (Fela Kuti-album)
Az 1977-es Zombie Fela Kuti huszonhetedik lemeze. Az album Nigéria kormányát bírálta, ami Kuti édesanyjának meggyilkolását és kommunájának lerombolását eredményezte. A zombi hasonlat a katonákra utal, és a hadsereg által használt praktikákat írja le. Az album nagy siker lett, erre válaszul ezer katona támadta meg a Fela által alapított Kalakuta Köztársaságot (egy közösség, mely családjából, barátaiból, együtteséből és stúdiójából állt). Kutit megverték, édesanyját pedig kidobták az ablakon, ami halálos sérüléseket okozott neki. Az épületeket felgyújtották, Kuti stúdióját és felvételeit elpusztították. Kuti válasza erre az volt, hogy édesanyja koporsóját a hadsereg fő laktanyájához szállította.
Az album szerepel az 1001 lemez, amit hallanod kell, mielőtt meghalsz című könyvben.

## Az album dalai
A Mistake csak a CD-kiadáson szerepelt bónuszdalként, a felvétel az 1978-as berlini dzsesszfesztiválon készült.
|    | Cím                       | Szerző(k) | Hossz |
| -- | ------------------------- | --------- | ----- |
| 1. | Zombie                    | Fela Kuti | 12:26 |
| 2. | Mister Follow Follow      | Fela Kuti | 12:58 |
| 3. | Observation Is No Crime   | Fela Kuti | 13:26 |
| 4. | Mistake (koncertfelvétel) | Fela Kuti | 14:47 |

## Fordítás
Ez a szócikk részben vagy egészben a Zombie (album) című angol Wikipédia-szócikk ezen változatának fordításán alapul.  Az eredeti cikk szerkesztőit annak laptörténete sorolja fel. Ez a jelzés csupán a megfogalmazás eredetét és a szerzői jogokat jelzi, nem szolgál a cikkben szereplő információk forrásmegjelöléseként.